# Chiesa di San Francesco (Barumini)
La chiesa di San Francesco è un edificio religioso situato a Barumini.

## Storia
La chiesa, edificata nel 1610 durante l'episcopato di Arch, accanto all'omonimo convento dei frati cappuccini, venne dedicata a san Teodoro (un martire sardo) e a san Francesco. Antonio Canopolo protesse la fabbrica con l'aiuto degli abitanti e dell'Amministrazione Parrocchiale mentre gran parte delle spese venne finanziata dal don Francesco Zapata. I cappuccini abitarono sin da subito nel convento (che oggi è la biblioteca comunale) con l'obbligo di predicare il quaresimale nelle varie parrocchie. I frati minori crebbero sempre di più acquistandosi la benevolenza della comunità e dei paesi circostanti fino al 1832, quando abbandonarono il convento per disposizione della Bolla Papale "Ad militantis Ecclesiae" emanata da Gregorio XVI il 7 luglio del 1832 su istanza del re Carlo Felice. Si riporta che la prima campana venne consacrata in onore dei santi Teodoro e Francesco ma, presto, al seguito della Bolla sopracitata, venne portata ai Missionari Lazzaristi di Oristano. Nel 1898, con Giuseppe Mulas parroco, la chiesa venne riaperta e ribenedetta il 18 luglio dello stesso anno per sua volontà, col permesso del monsignor Fr. Zemini che vi pose altre due campane: una dedicata a san Giovanni, con riportata la scritta "Sanote Jones ora pro nobis A.D. MDCXXXII con la figura del santo e il simbolo dell'agnello su libro; l'altra, reperita da una delle chiese paesane ormai crollate, riporta l'iscrizione restaurata ex legato Antiori Rile a D. MCXXXII, si ricorda anche la restaurazione del Crocifisso che doveva essere usato il venerdì santo e la riparazione di numerosi oggetti di argento per opera di Diaco Dionne, mentre, al tempo, il procuratore era il sacerdote Didaco Cancedda che fece diventare la chiesa filiale sotto l'invocazione della Purissima Concezione del 1835. Vennero così acquistate nuove serrature, un espositorio ligneo con quattro angeli dorati in oro zecchino, diciotto candelieri, una croce aurea, dodici vasi dorati, un crocefisso e comprato l'intagliatore di Cagliari Giuseppe Carcagno.

## Descrizione
La struttura della facciata quadrangolare è piuttosto semplice: è di color rosa chiaro e l'architrave del portone, rialzato dal livello stradale tramite alcuni gradini, poggia su due mensole ed è sormontato da una lunetta racchiusa in un arco sagomato a tutto sesto; l'oculo vetrato è di forma rotonda e a decoramento nella parte alta vi è un cornice rettilinea modanata con scanalature, sormontata da un grande campanile a vela con bifora ogivale e dotato di due piccole campane. La sala della chiesa è a pianta rettangolare e vi è una sola navata che si prolunga sino al presbiterio e al coro; al centro della parete lunga della struttura vi sono due mezze colonne sagomate su cui poggia un arco che regge una volta a botte intonacata; nella parete sinistra vi sono due cappelle a volta a botte aperte con archi a tutto sesto, alle quali si può accedere per mezzo di un solo gradino. Oggi non ci sono tracce delle balaustrate ma si può supporre che all'epoca vi fossero di legno (come gli altari). Nella parete destra della chiesa v'era un pulpito di legno dorato, sul quale erano posti tre grandi quadri di cui oggi non si ha alcuna notizia. Il tabernacolo dell'altare maggiore era sollevato a circa un palmo dalla mensa e custodito all'interno di una vetrina.
Ai lati dell'altare maggiore vi sono due quadri: da una parte santi Cosma e Damiano e dall'altra san Rocco.
La chiesa era collegata al convento cappuccino tramite una piccola porta nella parte destra del coro e tutta la pavimentazione dell'edificio è in pietra, coerentemente con la classica semplicità francescana.